# 강상윤
강상윤(姜尙潤, 2004년 5월 31일 ~ )는 대한민국의 축구 선수로 포지션은 수비형 미드필더, 중앙 미드필더, 공격형 미드필더이며 현재 K리그1 전북 현대 모터스 소속이다.

## 유소년 시절
외도초등학교 축구부 소속으로 화랑대기 전국 초등학교 축구대회에 나가서 활약한 후 전북 현대 모터스에 스카우트 되게 된다. 이후 전북 현대 유스팀인 김제금산중학교 축구부에 입단하고 전북의 연령별 시스템을 거치게 된다.

## 구단 경력
2021년 전북 현대 모터스에 준프로 계약을 맺으며 전북 현대 모터스의 역대 4번째 준프로 선수가 되었다.

## 플레이 스타일
좋은 수비력과 좋은 기술, 헌신적인 플레이로 미드필더 전 지역을 소화 가능하다. 롤모델로는 국가대표의 황인범 선수와 이재성 선수를 뽑았다.

## 평판
'저는 상윤이한테 이런 표현을 써요. 박지성 디렉터 같다고. 저만의 느낌인데 활동량, 기술도 좋고, 박지성 디렉터처럼 필드에서 다양성도 가지고 있어요.' – 김태민 (U-20 대표팀 수석 코치)
'저보다 한 살 어리지만 같은 축구 선수로 봤을 때는 대단한 선수죠. 훈련장에서 누구보다 최선을 다하고 또 그만큼 실력으로 보여주고 있어요. 제가 상윤이에 대해 축구로 말할 건 없을 것 같아요.' – 박창우 (클럽팀 동료)
'경기장에서 많이 뛰고 헌신하는 모습을 배워야 할 것 같아요. 아시안컵에서 매 경기 거의 90분씩 뛰면서 정말 힘들었을텐데 힘든 티 하나 내지 않더라고요. 정말 대단하고 배워야겠다고 생각했어요.' – 조영광 (대표팀 동료)

## 국가대표

### 국가대표팀 득점 기록
| # | 경기일     | 경기장소       | 상대팀 | 득점 | 결과 | 비고                          |
| - | ---------- | -------------- | ------ | ---- | ---- | ----------------------------- |
| 1 | 2025/07/11 | 대한민국, 용인 | 홍콩   | 1-0  | 2-0  | 2025년 EAFF E-1 풋볼 챔피언십 |

## 수상 내역

### 대회 기록
외도초등학교 (2014 ~ 2016)
- 백호기 축구대회 ● 우승: 2014
- 화랑대기 전국 초등학교 축구대회 U-11세부 우승: 2015
- 백호기 축구대회 ● 우승: 2016

김제금산중학교 (2017 ~ 2019)
- 금석배 전국학생축구대회 ● 우승: 2018
- 금석배 전국학생축구대회 ● 우승: 2019

전주영생고등학교 (2020 ~ 2022)
- 대통령금배 전국고등학교축구대회 ● 우승: 2021
- 전국 고등 축구리그 왕중왕전 ● 우승: 2021

### 개인
- 백호기 축구대회 최우수상: 2014[3]
- 화랑대기 전국 초등학교 축구대회 B그룹 득점왕: 2015[4]
- 금석배 전국학생축구대회 최우수선수상: 2019[5]
- FIFA U-20 월드컵 중앙 미드필더 부분 3위: 2023[6]

## 참고 자료
- 중원의 살림꾼, '포스트 박지성' 강상윤을 주목하라